# W. Ford Doolittle

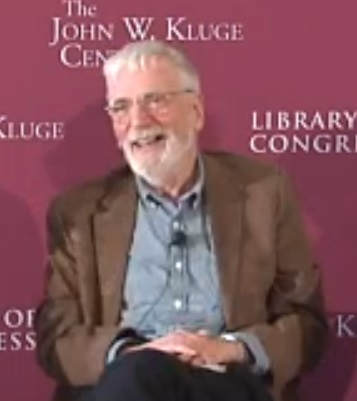
W. Ford Doolittle im Rahmen eines Interviews bei der Library of Congress, 2016

W. Ford Doolittle (* 30. November 1941 in Urbana, Illinois) ist ein US-amerikanischer Biochemiker und emeritierter Professor für Biochemie und Evolutionsbiologie an der Dalhousie University in Halifax. Er erwarb 1963 seinen Abschluss in Biochemie an der Harvard University und promovierte 1967 an der Stanford University.
Als Mitglied der Fakultät für Biochemie hat Doolittle große Fortschritte bei der Erforschung der Cyanobakterien erzielt, Nachweise der Endosymbiontentheorie erbracht, eine Theorie zur Evolution der Eukaryoten entwickelt und ist zudem auf dem Gebiet des horizontalen Gentransfers tätig.
Seit 1985 ist Doolittle Fellow der American Association for the Advancement of Science, seit 1991 Mitglied der Royal Society of Canada, seit 2002 der National Academy of Sciences und seit 2023 der Royal Society. Für 2013 wurde ihm der Gerhard Herzberg Canada Gold Medal for Science and Engineering zugesprochen. Neben seiner Forschertätigkeit ist Doolittle am Nova Scotia College of Art and Design künstlerisch tätig.

## Publikationen (Auswahl)
- Phage-host relationships in certain strains of Corynebacterium diphtheriae. In: Virology. Vol. 29, S. 410.
- The origin and early evolution of life. In: J. Cracraft, R.W. Bybee (Hrsg.): Evolutionary Science and Society: Educating a New Generation. BSCS, Colorado Springs 2005, S. 35.
- The root of the tree: lateral gene transfer and the nature of the domains. In: R.A. Garrett, H.-P. Klenk (Hrsg.): Archaea: Evolution, Physiology and Molecular Biology. Blackwell Publishing Ltd., Malden 2007, ISBN 978-1-4051-4404-9, S. 29.
- Lateral gene transfer. In: M. Pagel, A. Pomiankowski (Hrsg.): Evolutionary Genomics and Proteomics. Sinauer 2007, ISBN 978-0-87893-654-0, S. 45.